# Línea SE702 (EMT Madrid)
El Servicio Especial (S.E.) codificado como SE702 de la EMT de Madrid une la Plaza Elíptica con el Cementerio Sur (Carabanchel).

## Características
Este Servicio Especial, creado el 9 de noviembre de 1991 primero hasta la entrada del Cementerio y luego ampliándose al interior del cementerio en febrero de 2003, sólo funciona los fines de semana y festivos, y actúa como lanzadera entre el intercambiador subterráneo de la Plaza Elíptica y el Cementerio Sur dando servicio igualmente al Tanatorio Sur. Dentro del Cementerio Sur tiene un circuito neutralizado.

## Horarios
| Sábados laborables, domingos y festivos |                                 |                                 |                                 |                                 |                                 |                                 |                                 |                                 |                                 |                                 |                                 |                                 |                                 |                                 |                                 |                                 |                                 |                                 |                                 |                                 |                                 |
| Plaza Elíptica > Cementerio Sur         | Plaza Elíptica > Cementerio Sur | Plaza Elíptica > Cementerio Sur | Plaza Elíptica > Cementerio Sur | Plaza Elíptica > Cementerio Sur | Plaza Elíptica > Cementerio Sur | Plaza Elíptica > Cementerio Sur | Plaza Elíptica > Cementerio Sur | Plaza Elíptica > Cementerio Sur | Plaza Elíptica > Cementerio Sur | Plaza Elíptica > Cementerio Sur | Cementerio Sur > Plaza Elíptica | Cementerio Sur > Plaza Elíptica | Cementerio Sur > Plaza Elíptica | Cementerio Sur > Plaza Elíptica | Cementerio Sur > Plaza Elíptica | Cementerio Sur > Plaza Elíptica | Cementerio Sur > Plaza Elíptica | Cementerio Sur > Plaza Elíptica | Cementerio Sur > Plaza Elíptica | Cementerio Sur > Plaza Elíptica | Cementerio Sur > Plaza Elíptica |
| 08                                      | 09                              | 10                              | 11                              | 12                              | 13                              | 14                              | 15                              | 16                              | 17                              | 18                              | 08                              | 09                              | 10                              | 11                              | 12                              | 13                              | 14                              | 15                              | 16                              | 17                              | 18                              |
| 00 30                                   | 00 30                           | 00 30                           | 00 30                           | 00 30                           | 00 30                           | 00 30                           | 00 30                           | 00 30                           | 00 30                           | 00                              | 15 45                           | 15 45                           | 15 45                           | 15 45                           | 15 45                           | 15 45                           | 15 45                           | 15 45                           | 15 45                           | 15 45                           | 15                              |

## Recorrido y paradas

### Sentido Cementerio Sur
La línea inicia su recorrido en la dársena 3 del intercambiador de Plaza Elíptica, desde donde sale a la autovía A-42, teniendo una primera parada junto al Tanatorio Sur (intersección con la Avenida de los Poblados). Poco después, llega a la puerta principal del Cementerio Sur, donde tiene una parada, y entra al mismo.
La línea circula a continuación por dentro de la necrópolis, teniendo paradas en las secciones 6-E, 19-G y 6-F, teniendo su cabecera en esta última.
| Código | Denominación EMT                   | Denominación completa                       | Ubicación                                    | Líneas de la parada                                               | Metro          |
| ------ | ---------------------------------- | ------------------------------------------- | -------------------------------------------- | ----------------------------------------------------------------- | -------------- |
| 3906   | Plaza Elíptica                     | Plaza Elíptica - Intercambiador (dársena 3) | Vía Lusitana Nº2                             | 155 SE702                                                         | Plaza Elíptica |
| 5349   | Tanatorio Sur                      | Princesa J. Austria - Av. Poblados          | Avenida de la Princesa Juana de Austria S/Nº | 441 442 443 444 446 460 461 463 464 469 N801 N805 N806 N807 SE702 |                |
| 5350   | Cementerio Sur - Entrada Principal | Cementerio Sur - Entrada Principal          | Calle de Ildefonso González Valencia Nº6     | SE702                                                             |                |
| 5351   | Cementerio Sur - Sección 6E        | Cementerio Sur - Sección 6-E                | Lugar Cementerio Sur S/Nº                    | SE702                                                             |                |
| 5352   | Cementerio Sur - Sección 19G       | Cementerio Sur - Sección 19-G               | Lugar Cementerio Sur S/Nº                    | SE702                                                             |                |
| 5354   | Cementerio Sur                     | Cementerio Sur - Sección 6-F                | Lugar Cementerio Sur S/Nº                    | SE702                                                             |                |

### Sentido Plaza Elíptica
Empezando su recorrido en la Sección 6-F, la línea circula por dentro de la necrópolis con paradas en las secciones 19-A y 4-F antes de salir a la Vía Lusitana, en la cual tiene una parada en la entrada al Tanatorio Sur (intersección con la Avenida de los Poblados) antes de entrar desde dicha calle al intercambiador subterráneo de Plaza Elíptica, donde tiene su cabecera.
| Código | Denominación EMT           | Denominación completa                       | Ubicación                                | Líneas de la parada | Metro          |
| ------ | -------------------------- | ------------------------------------------- | ---------------------------------------- | ------------------- | -------------- |
| 5354   | Cementerio Sur             | Cementerio Sur - Sección 6-F                | Lugar Cementerio Sur S/Nº                | SE702               |                |
| 5353   | Cementerio Sur-Sección 19A | Cementerio Sur - Sección 19-A               | Lugar Cementerio Sur S/Nº                | SE702               |                |
| 5355   | Cementerio Sur-Sección 4F  | Cementerio Sur - Sección 4-F                | Lugar Cementerio Sur S/Nº                | SE702               |                |
| 5356   | Tanatorio Sur              | Ctra. Leganés - Av. Poblados (Tanatorio)    | Calle de Ildefonso González Valencia Nº1 | SE702               |                |
| 3906   | Plaza Elíptica             | Plaza Elíptica - Intercambiador (dársena 3) | Vía Lusitana Nº2                         | 155 SE702           | Plaza Elíptica |

## Galería de imágenes

Distribución de las líneas en las dársenas del intercambiador de Plaza Elíptica, estando la cabecera del S.E. 702 en la dársena 3 (nivel -1).